# Courdimanche
Courdimanche ist eine französische Gemeinde mit 7111 Einwohnern (Stand: 1. Januar 2022) im Département Val-d’Oise in der Region Île-de-France. Sie liegt an der nordwestlichen Peripherie von Paris. Courdimanche gehört zum Arrondissement Pontoise und zum Kanton Vauréal. Die Einwohner werden Courdimanchois(es) genannt.

## Geografie
Courdimanche liegt etwa 38 Kilometer nordwestlich von Paris.
Die Nachbargemeinden von Courdimanche sind Puiseux-Pontoise im Norden, Cergy-Pontoise im Nordosten, Vauréal im Osten und Südosten, Boisemont im Süden, Menucourt im Südwesten und Sagy im Westen.
Im Nordosten befand sich der frühere Freizeitpark Mirapolis, der nur von 1987 bis 1991 existierte. Das Gelände liegt weitgehend brach.

## Geschichte
Bereits in der Jungsteinzeit war das heutige Gemeindegebiet besiedelt.
Das gallische Oppidum war ein Kultplatz von Druiden; hier errichteten die Römer einen Apollotempel.

## Bevölkerungsentwicklung
| Jahr | Einwohner |
| ---- | --------- |
| 1962 | 560       |
| 1968 | 663       |
| 1975 | 725       |
| 1982 | 775       |
| 1990 | 1537      |
| 1999 | 5895      |
| 2006 | 6428      |
| 2011 | 6533      |

## Sehenswürdigkeiten

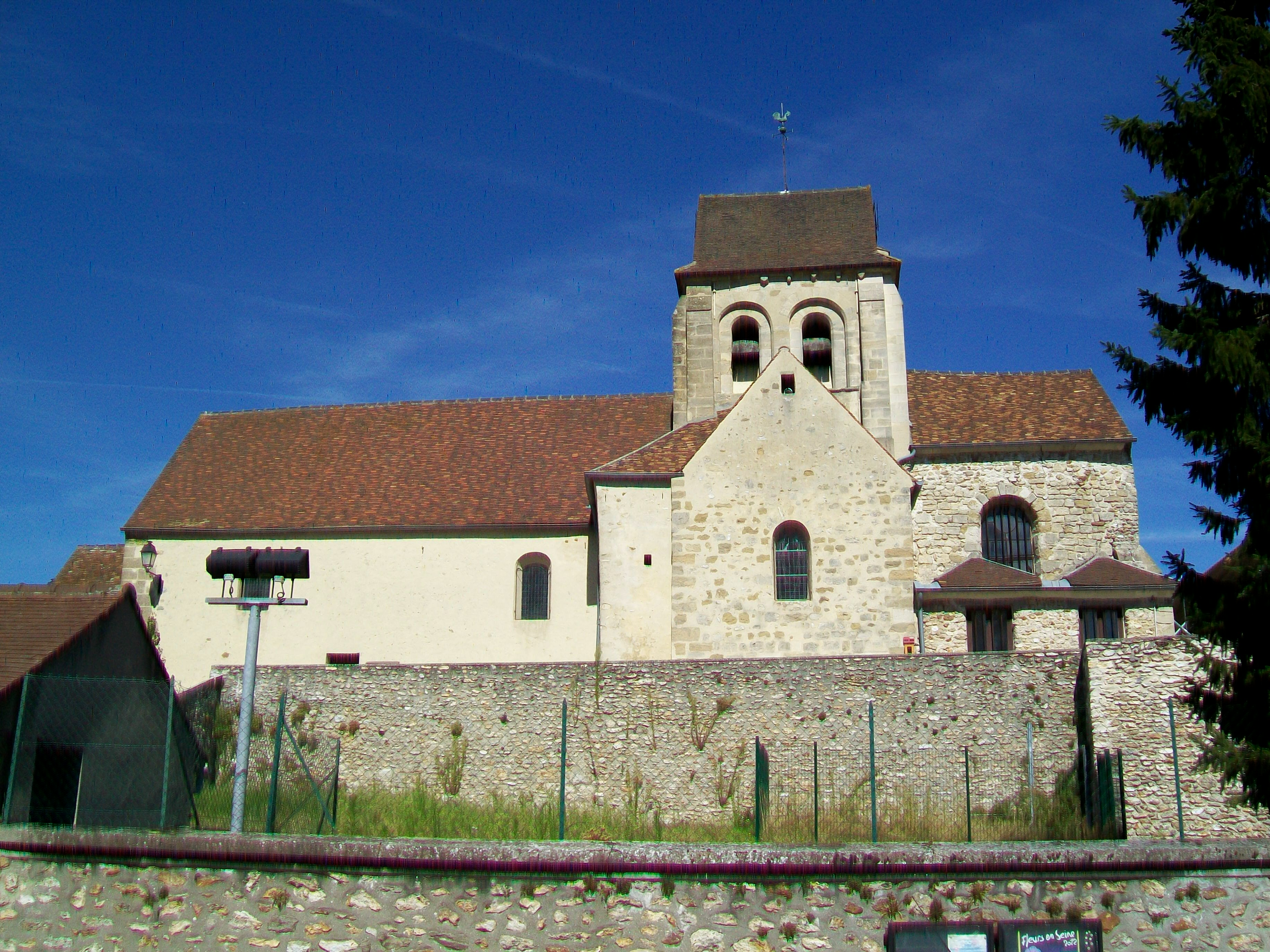
Kirche Saint-Martin

Siehe auch: Liste der Monuments historiques in Courdimanche
- Kirche Saint-Martin, romanische Kirche, auf den Fundamenten einer Kirche aus dem 12. Jahrhundert, seit 1987 Monument historique
- Waschhaus